# Makrozephalie
Makrozephalie (auch Makrocephalie, altgriechisch μακρός makros ‚lang, groß‘; κεφαλή kephalē ‚Kopf‘) bezeichnet eine überdurchschnittliche Größe des Schädels. Von einer Makrozephalie wird gesprochen, wenn der Kopfumfang über dem 97ten Perzentil des alters- und geschlechtsspezifischen Vergleichskollektivs liegt.
Als Ursache kommen familiäre Vergrößerung des Stirnregion (Balkonstirn),  Veränderungen der Schädelknochen, subdurale Flüssigkeitsansammlung (Subduralblutung, Hygrom), Hydrocephalus, Raumforderungen und Arteriovenöse Malformationen infrage.
Eine Makrozephalie kann Teil eines genetischen Syndroms sein, z. B. des Cowden-Syndroms.

## Natürliche Makrozephalie
Natürlich auftretende Makrozephalie ohne medizinische Ursache (Megalenzephalie) wurde lange Zeit und wird vereinzelt auch neuerdings wieder als Zeichen für eventuell hohe Intelligenz gewertet, allerdings ohne stichhaltige Beweise. Die ebenfalls von Großköpfigkeit begleitete Hydrocephalie geht – unbehandelt – im Gegensatz dazu zum Teil auch mit kognitiver Behinderung einher.

## Künstliche Makrozephalie

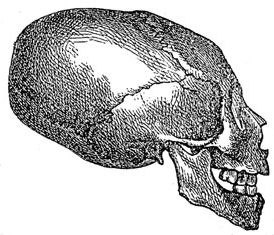
Künstlich deformierter Schädel

In früherer Zeit praktizierten einige Stämme und Völker (so die Hunnen in Europa und die Chinook in Nordamerika mit Hilfe einer scharnierartigen Lade) die Veränderung der Schädelform zu ästhetischen Zwecken. Die Maya verwendeten spezielle Krippen, der Kopf wurde durch zwei Holzlatten fixiert. Bereits an den Neanderthalerfunden in der Shanidar-Höhle im Irak (43.000 v. Chr.) wurden Schädeldeformationen beobachtet. Hippokrates berichtete von einem Volk, das er Makrozephalen oder Langköpfe nannte: Bei ihnen wurden bereits den Kindern Bandagen um den Kopf gewickelt, um die Entwicklung des noch weichen Schädels in die gewünschte Form zu lenken. Andere Völker benutzten schwere Steine oder massierten den Schädel des Neugeborenen, oft im Rahmen zeremonieller Handlungen wie in Südostasien. Ob die Häupter ägyptischer Herrscher manipuliert wurden, ist hingegen umstritten.